# Nikodemos Papavasiliou
Nikodemos Papavasiliou uváděný i jako Nikodimos Papavasiliou (řecky Νικόδημος Παπαβασιλείου; * 31. srpna 1970, Limassol, Kypr) je bývalý kyperský fotbalový záložník a reprezentant. Po ukončení hráčské kariéry se stal trenérem.
Do srpna 2016 vedl slovenský tým ŠK Slovan Bratislava.

## Klubová kariéra
Hrál za řecký klub OFI Kréta, odkud v létě 1993 přestoupil do klubu Newcastle United FC, čímž se stal prvním kyperským fotbalistou v anglické Premier League (debutoval 14. srpna 1993). Působil zde pouze jednu sezónu a nastoupil k 7 zápasům, pak se vrátil do OFI Kréta. Od roku 1996 hrál již pouze v kyperských klubech, v letech 1996–2000 hrál za Apollon Limassol, poté za Anorthosis Famagusta (2000–2001), Enosis Neon Paralimni (2001–2002), Olympiakos Nicosia (2002) a kariéru ukončil v APOEL FC (2002–2003).

## Reprezentační kariéra
V A-mužstvu Kypru debutoval 22. 12. 1990 v kvalifikačním zápase v Limassolu proti týmu Itálie (porážka 0:4). Celkem odehrál v letech 1990–1999 za kyperský národní tým 38 zápasů a vstřelil 5 gólů.
Skóroval např. v kvalifikaci na MS 1998, kdy se dvakrát prosadil proti Lucembursku.

## Trenérská kariéra
Papavasiliou působil jako trenér v několika kyperských klubech (APEP, Olympiakos Nicosia, Doxa Katokopia, Enosis Neon Paralimni, Apollon Limassol, Ermis Aradippou) a také v řeckém OFI Kréta.
V srpnu 2015 přijal angažmá ve slovenském klubu ŠK Slovan Bratislava, kde vystřídal ve funkci Dušana Tittela. Se Slovanem obsadil 2. místo v domácí lize i poháru v ročníku 2015/16. V Evropské lize UEFA 2016/17 vypadl Slovan pod jeho vedením již ve druhém předkole s lotyšským mužstvem FK Jelgava (výsledky 0:0 a 0:3). 1. srpna 2016 byl z funkce odvolán po ligové porážce 0:2 venku s FO ŽP ŠPORT Podbrezová.